# برنارد هاين
برنارد هاين (بالألمانية: Bernhard Heine)‏ هو أستاذ جامعي وجراح وطبيب ألماني، ولد في 20 أغسطس 1800 في شرامبرغ في ألمانيا، وتوفي في 31 يوليو 1846 في ثون في سويسرا.